# Ферг мак Крундмайл
Ферг мак Крундмайл (др.‑ирл. Ferg mac Crundmaíl; умер в 668) — король Айлеха (660—668) из рода Кенел Эогайн.

## Биография
Ферг принадлежал к септу Кенел Ферадайг. Он был сыном короля Айлеха Крундмаэла мак Суибни. После смерти отца, скончавшегося в 660 году, Ферг унаследовал власть над королевством. Согласно трактату «Laud Synchronisms», он владел престолом Айлеха восемь лет.
О правлении Ферга мак Крундмайла ничего не известно. Его имя не упоминается в ирландских анналах. Ферг скончался в 668 году. Его преемником на престоле Айлеха стал Маэл Дуйн мак Маэл Фитрих из септа Кенел Майк Эрке.